# Leptospermum

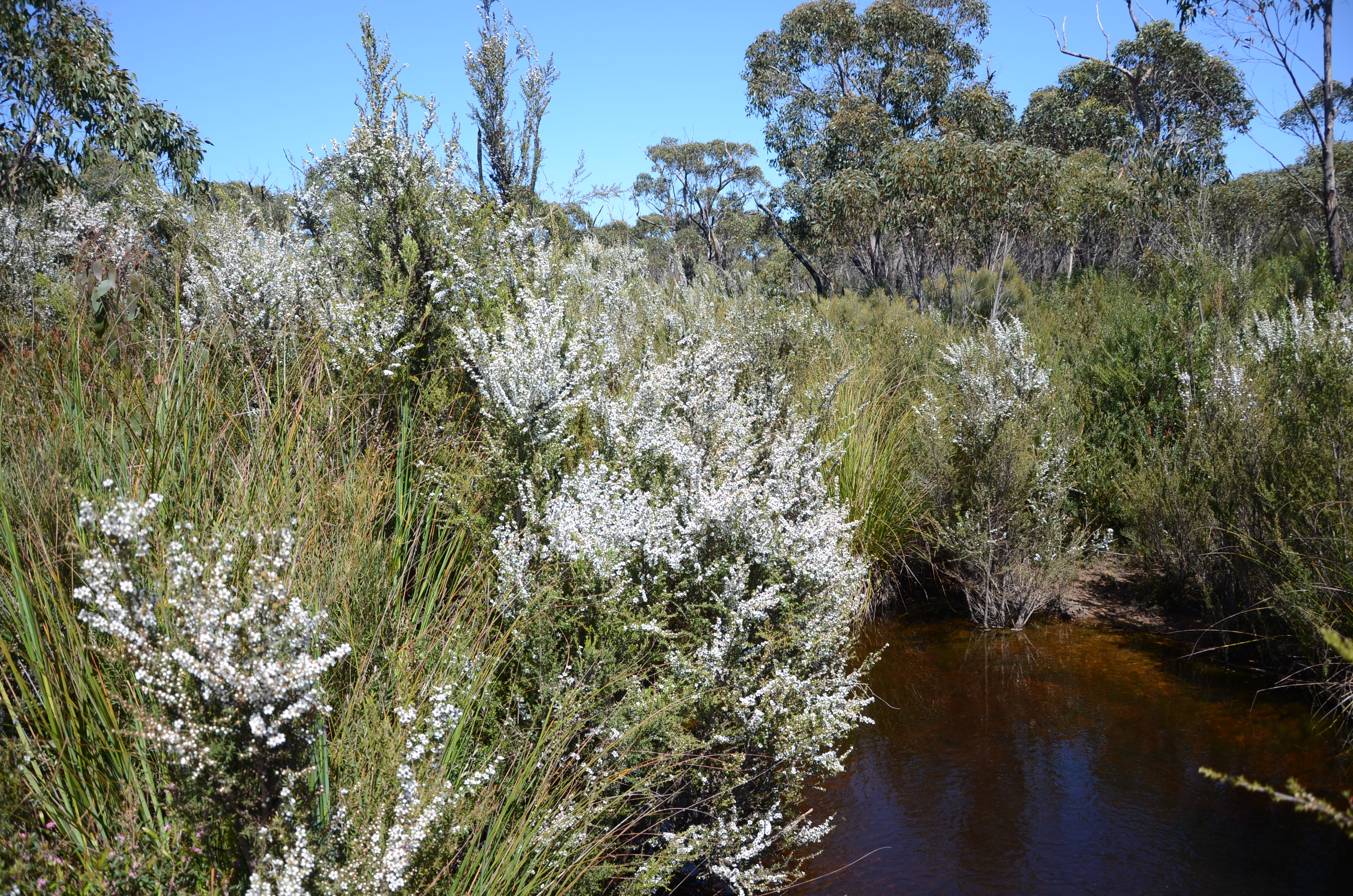
Leptospermum continentale

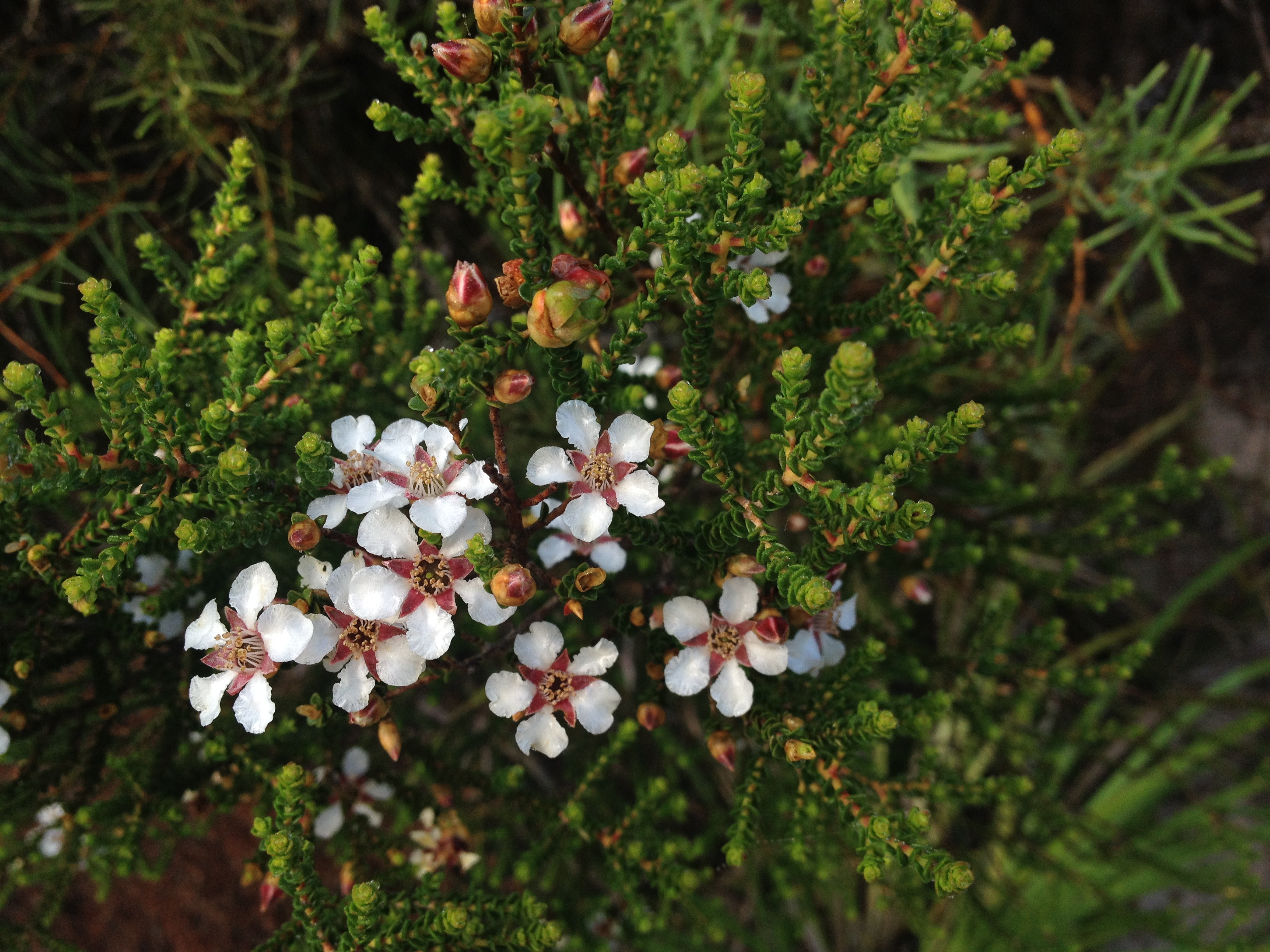
Leptospermum epacridoideum

Leptospermum (Leptospermum J.R.Forst. & G.Forst.) – rodzaj roślin z rodziny mirtowatych. Obejmuje 88 gatunków. Występują one na obszarze od Półwyspu Indochińskiego po Nową Zelandię, z centrum zróżnicowania w Australii, gdzie obecnych jest 79 gatunków. Gatunki introdukowane z tego rodzaju rosną w południowej i wschodniej Afryce, w Kalifornii, Wielkiej Brytanii, na Hawajach, ale też w Australii, poza swym naturalnym zasięgiem. Rosną w różnych siedliskach – od terenów skalistych, po zbiorowiska roślin drobnolistnych („wrzosowiska”), zasiedlają także mokradła i brzegi strumieni.
Różne gatunki i mieszańce uprawiane są jako krzewy ozdobne, zwłaszcza popularny jest leptospermum sztywne L. scoparium w odmianach o kwiatach pełnych i czerwonych. Wydzielane olejki eteryczne odstraszają komary (z tego powodu uprawiany jest zwłaszcza L. liversidgei). Olejek z L. petersonii o zapachu cytrynowym używany jest do aromatyzowania napojów, kosmetyków i syntezy witaminy A, aczkolwiek może powodować efekt uboczny w postaci rozwoju piersi u chłopców. Liście krzewów z tego rodzaju są zaparzane, dając aromatyczny napój pijany podobnie jak herbata. Dostarczają drewna i są miododajne – ceniony jest miód z L. scoparium zwany manuka.

## Morfologia

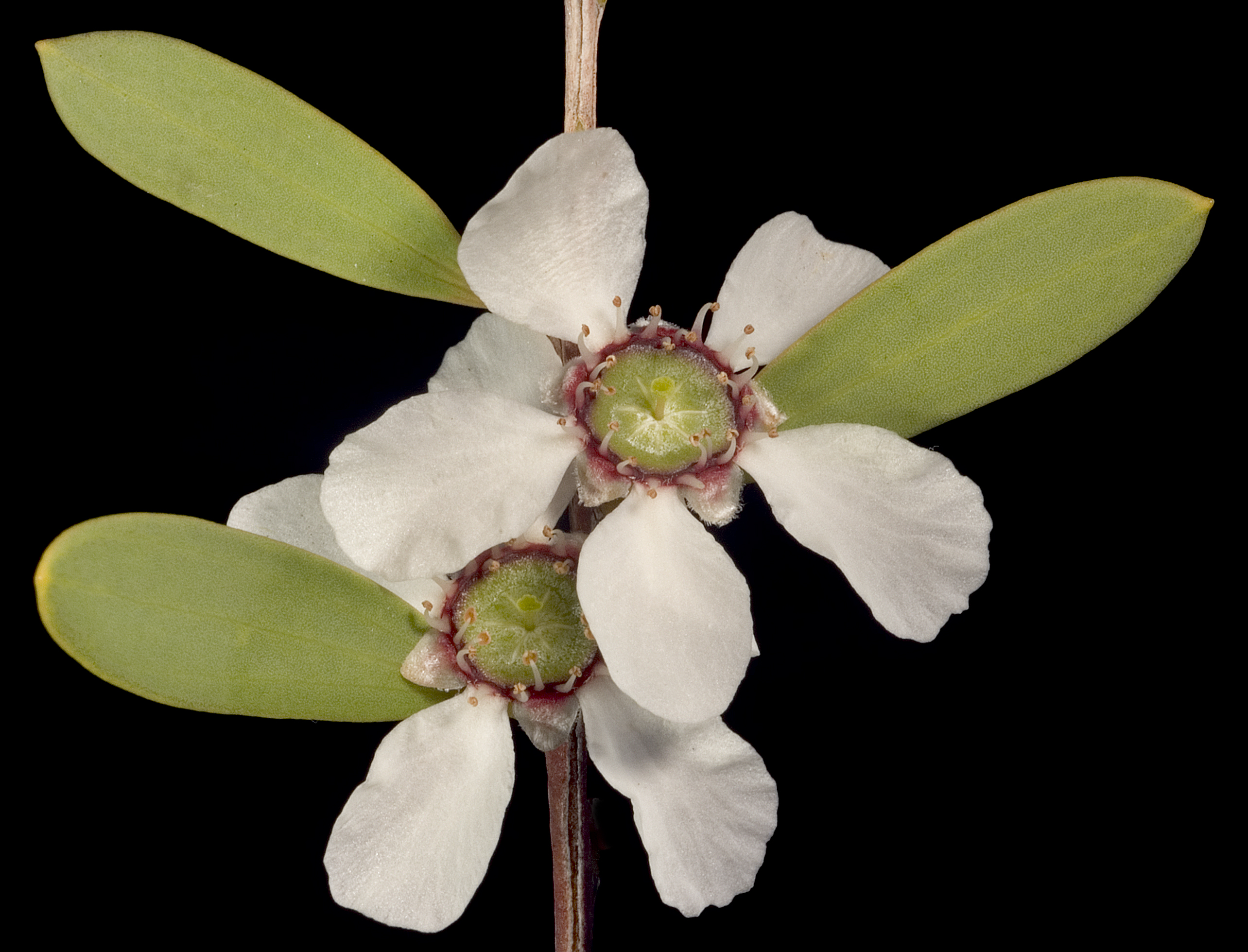
Leptospermum laevigatum

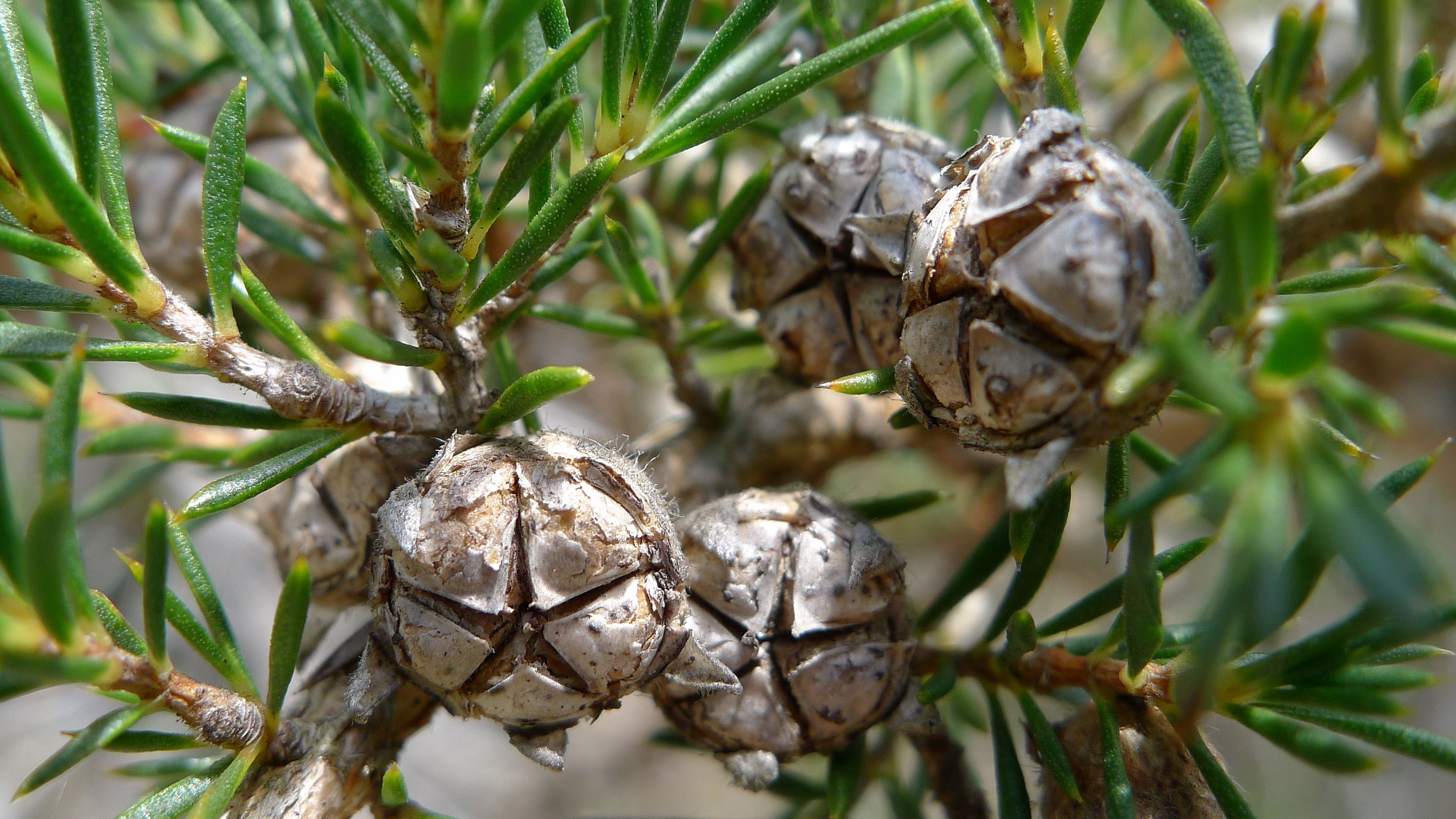
Owoce Leptospermum arachnoides

PokrójKrzewy i drzewa do 18 m wysokości.
LiścieZimozielone, skrętoległe, drobne, pojedyncze, zwykle wąskoeliptyczne, całobrzegie, często srebrzyste.
KwiatyPojedyncze lub w pęczkach po dwa–trzy w kątach liści, zwykle obupłciowe, ale czasem też jednopłciowe. Działki kielicha w liczbie od 5 do 7 u dołu kubeczkowato zrośnięte, z wolnymi końcami o równej długości. Płatki korony w liczbie 5, białe lub różowe, rzadko czerwone, zwykle zaokrąglone. Pręciki liczne, zebrane w 5 wiązek naprzeciwległych płatkom, zazwyczaj krótsze od okwiatu. Dolna lub wpół dolna zalążnia tworzona jest przez pięć owocolistków zawierających liczne zalążki, zwieńczona pojedynczą szyjką słupka.
OwoceDrewniejące, twarde torebki, często zwieńczone trwałymi działkami kielicha, uwalniające nasiona pod wpływem działania ognia.

## Systematyka
Pozycja systematyczna
Rodzaj z plemienia Leptospermeae, podrodziny Myrtoideae, rodziny mirtowatych (Myrtaceae).
Wykaz gatunków
- Leptospermum amboinense Blume
- Leptospermum anfractum A.R.Bean
- Leptospermum arachnoides Gaertn.
- Leptospermum argenteum Joy Thomps.
- Leptospermum barneyense A.R.Bean
- Leptospermum benwellii A.R.Bean
- Leptospermum blakelyi Joy Thomps.
- Leptospermum brachyandrum (F.Muell.) Druce
- Leptospermum brevipes F.Muell.
- Leptospermum confertum Joy Thomps.
- Leptospermum continentale Joy Thomps.
- Leptospermum coriaceum (F.Muell. ex Miq.) Cheel
- Leptospermum crassifolium Joy Thomps.
- Leptospermum deanei Joy Thomps.
- Leptospermum deuense Joy Thomps.
- Leptospermum divaricatum S.Schauer
- Leptospermum emarginatum H.L.Wendl. ex Link
- Leptospermum epacridoideum Cheel
- Leptospermum erubescens S.Schauer
- Leptospermum exsertum Joy Thomps.
- Leptospermum fastigiatum S.Moore
- Leptospermum glabrescens N.A.Wakef.
- Leptospermum glaucescens S.Schauer
- Leptospermum grandiflorum G.Lodd.
- Leptospermum grandifolium Sm.
- Leptospermum gregarium Joy Thomps.
- Leptospermum incanum Turcz.
- Leptospermum inelegans Joy Thomps.
- Leptospermum javanicum Blume
- Leptospermum jingera Lyne & Crisp
- Leptospermum juniperinum Sm.
- Leptospermum laevigatum (Gaertn.) F.Muell.
- Leptospermum lamellatum Joy Thomps.
- Leptospermum lanigerum (Aiton) Sm.
- Leptospermum liversidgei R.T.Baker & H.G.Sm.
- Leptospermum luehmannii F.M.Bailey
- Leptospermum macgillivrayi Joy Thomps.
- Leptospermum macrocarpum (Maiden & Betche) Joy Thomps.
- Leptospermum madidum A.R.Bean
- Leptospermum maxwellii S.Moore
- Leptospermum microcarpum Cheel
- Leptospermum micromyrtus Miq.
- Leptospermum minutifolium (F.Muell. ex Benth.) C.T.White
- Leptospermum morrisonii Joy Thomps.
- Leptospermum multicaule A.Cunn.
- Leptospermum myrsinoides Schltdl.
- Leptospermum myrtifolium Sieber ex DC.
- Leptospermum namadgiensis Lyne
- Leptospermum neglectum Joy Thomps.
- Leptospermum nitens Turcz.
- Leptospermum nitidum Hook.f.
- Leptospermum novae-angliae Joy Thomps.
- Leptospermum obovatum Sweet
- Leptospermum oligandrum Turcz.
- Leptospermum oreophilum Joy Thomps.
- Leptospermum pallidum A.R.Bean
- Leptospermum parviflorum Valeton
- Leptospermum parvifolium Sm.
- Leptospermum petersonii F.M.Bailey
- Leptospermum petraeum Joy Thomps.
- Leptospermum polyanthum Joy Thomps.
- Leptospermum polygalifolium Salisb.
- Leptospermum purpurascens Joy Thomps.
- Leptospermum recurvum Hook.f.
- Leptospermum riparium D.I.Morris
- Leptospermum roei Benth.
- Leptospermum rotundifolium (Maiden & Betche) F.A.Rodway
- Leptospermum rupestre Hook.f.
- Leptospermum rupicola Joy Thomps.
- Leptospermum scoparium J.R.Forst. & G.Forst. – leptospermum sztywne
- Leptospermum sejunctum Joy Thomps.
- Leptospermum semibaccatum Cheel
- Leptospermum sericatum Lindl.
- Leptospermum sericeum Labill.
- Leptospermum speciosum S.Schauer
- Leptospermum spectabile Joy Thomps.
- Leptospermum sphaerocarpum Cheel
- Leptospermum spinescens Endl.
- Leptospermum squarrosum Gaertn.
- Leptospermum subglabratum Joy Thomps.
- Leptospermum subtenue Joy Thomps.
- Leptospermum thompsonii Joy Thomps.
- Leptospermum trinervium (J.White) Joy Thomps.
- Leptospermum turbinatum Joy Thomps.
- Leptospermum variabile Joy Thomps.
- Leptospermum venustum A.R.Bean
- Leptospermum whitei Cheel
- Leptospermum wooroonooran F.M.Bailey